# Glutation
Glutation, C10H17N3O6S, je tripeptid sastavljen od tri aminokiseline: glicina, cisteina i glutaminske kiseline. Ima neobičnu peptidnu vezu između amino grupe cisteina i karboksilne skupine glutaminske kiseline. Glutation ima strukturu γ-glutamil-cisteil-glicina.
Lako se dehidrogenira i prelazi (otpuštajući vodik) u disulfidni oblik. Tu reakciju možemo smatrati oksidacijom uz oduzimanje elektrona. Reakcija je reverzibilna. Zbog toga ima važnu ulogu u oksidoredukcijskim procesima kao prenosilac vodika, a nalazi se gotovo u svim stanicama.
Služi kao glavni antioksidans toksičnih međuprodukata poput vodikovog peroksida (H2O2) i njemu sličnih produkata poput nascentnog (kemijski slobodnog radikala) kisika. Tako sprječava mutacije DNA, a time i nastanak bolesti poput cistične fibroze, kardioloških upala i slično.
Sintetiziramo ga većinskim djelom iz aminokiselina u jetri, no možemo ga unijeti i hranom.
Također posreduje u reakcijama poput biosinteze nukleinskih kiselina i regulaciji željeza.
Glutation se primjenjuje u medicinskim i biokemijskim istraživanjima.